# Danziger Infanterie-Regiment Nr. 128
Das Danziger Infanterie-Regiment Nr. 128 war ein Infanterieverband der Preußischen Armee.

## Geschichte
Durch das Gesetz vom 6. Mai 1880, als die Friedenspräsenzstärke des Heeres um 25.615 auf 427.274 Mann erhöht wurde, stieg zum 1. April 1881 die Anzahl der Infanteriebataillone um 34 auf 503. Drei dieser neuen Bataillone wurden aus Kompanien des I. Armee-Korps und der 17. Division zur Bildung des Infanterie-Regiments Nr. 128 zusammengestellt. Das I. und II. Bataillon bestand aus Musketieren, das Füsilier-Bataillon aus Füsilieren.
Durch A.K.O. wurde der 11. April 1881 als Stiftungstag des Regiments festgelegt.
Am 1. April 1887 wurde die 6. Kompanie an das II. Bataillon des neuerrichteten Infanterie-Regiments Nr. 135 in Diedenhofen abgegeben und anschließend neu gebildet. Gemäß Erlass vom 4. Januar 1889 wurde die Bezeichnung von Füsilier-Bataillon in III. Bataillon umgeändert. Die Mannschaften erhielten die Benennung Musketiere. Mit dem Gesetz, betreffend die Friedenspräsenzstärke des Heeres vom 3. August 1893, war das Regiment um eine 13. und 14. Kompanie erweitert worden. Diese beiden Kompanien bildeten das sogenannte IV. (Halb)Bataillon. Durch Gesetz vom 28. Juni 1896 wurde dieses Halbbataillon zur Aufstellung neuer Infanterieregimenter wieder abgegeben und nicht neu gebildet.
| aus Kompanie | des Regiments              | wurde Kompanie | Bataillon |
| ------------ | -------------------------- | -------------- | --------- |
| 12.          | Grenadier-Regiment Nr. 89  | 1.             | I.        |
| 2.           | Infanterie-Regiment Nr. 44 | 2.             | I.        |
| 3.           | Füsilier-Regiment Nr. 90   | 3.             | I.        |
| 4.           | Füsilier-Regiment Nr. 33   | 4.             | I.        |
| 6.           | Grenadier-Regiment Nr. 1   | 5.             | II.       |
| 6.           | Infanterie-Regiment Nr. 75 | 6.             | II.       |
| 7.           | Infanterie-Regiment Nr. 43 | 7.             | II.       |
| 8.           | Infanterie-Regiment Nr. 76 | 8.             | II.       |
| 9.           | Grenadier-Regiment Nr. 4   | 9.             | III.      |
| 10.          | Grenadier-Regiment Nr. 5   | 10.            | III.      |
| 11.          | Grenadier-Regiment Nr. 3   | 11.            | III.      |
| 12.          | Infanterie-Regiment Nr. 41 | 12.            | III.      |

### Die Friedenszeit des Regiments

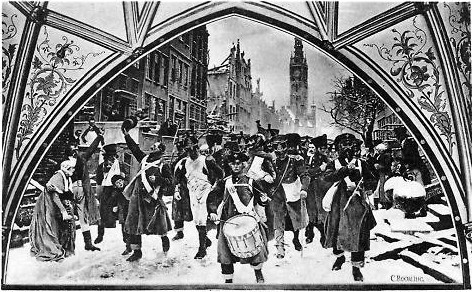
Geschenk der Stadt (1902)

Dominikswall und Kaiser-Wilhelm-Denkmal

Kriegerdenkmal am Holzmarkt

Technische Hochschule

Zwei Jahre nach der Regimentsgründung wurde es am 5. Juni 1883 erstmals vom Kommandierenden General des Armee-Korps, Albert von Barnekow, besichtigt.
Mit Oberst von Heydebreck gelangte das Regiment in jeder Beziehung auf einen Ausbildungsstand, der Wilhelm II. bei seiner Regimentsbesichtigung im Frühjahr 1902 zu dem Ausspruch veranlasste, „dass es von seinem Potsdamer Regiment nicht zu unterscheiden sei“. An den Veranstaltungen zum 100. Jahrestag der Eingliederung der Stadt in den Preußischen Staat nahm das Regiment regen Anteil.
Bis zum Jahre 1895 waren die Wälle der ehemaligen Festung Danzig niedergelegt worden. Hierdurch entfiel der tägliche nicht unerhebliche Personalbedarf, (etwa 100 Soldaten) zur Gestellung der Wachen an den Toren und der Besetzung der Alten Hauptwache.
Der Besichtigung von Regiment und Brigade kam in jenem Jahr besondere Bedeutung zu, da der Inspekteur der I. Armee-Inspektion, Albrecht von Preußen, dieser persönlich beiwohnte.
Aus der Regimentschronik ist zu entnehmen, dass während des Kaisermanövers im Jahre 1900 dem Verband eine besondere Ehre zuteilgeworden sei, da sich der Kaiser selbst an die Spitze des Regiments gestellt habe.
Die Vereidigung der Rekruten der Garnisonen Danzig, Langfuhr und Neufahrwasser erfolgte ab 1902 nicht regimentsweise auf den Kasernenhöfen, sondern zusammen auf dem offenen Kleinen Exerzierplatz. Angetreten wurde in einem Viereck, mit einem Feldaltar im Zentrum.
Am 27. Januar 1902 erhielt der Verband den landsmannschaftlichen Zusatz „Danziger“ und hieß fortan Danziger Infanterie-Regiment Nr. 128. Als das Regiment die Nachricht von der Umbenennung erhielt, entsandte dessen Kommandeur, Oberst Eschenburg unverzüglich seinen Regimentsadjutanten an den Danziger Oberbürgermeister Clemens Delbrück, um diesen davon in Kenntnis zu setzen. Das Regiment führte nun den Namen der Stadt, in der es seit seinem Bestehen in Garnison gelegen hatte. Am Tage darauf erfolgte eine Zusammenkunft einer Abordnung des Regiments mit Honoratioren der Stadt im Rathaus. Hier führte Delbrück aus, wie erfreut die Stadt über die Verleihung des „klangreichen“ Namens sei. „Für alle Zeiten sollte das Regiment mit der ruhmreichen Geschichte Danzigs verknüpft“ sein. „Zudem gereichte die Verewigung des Namens in der Armee der Stadt zum Ruhme“.
Zu der Feier des 21. Stiftungstages des Regiments waren erstmals auch Zivilisten geladen. Hier sorgte Oberbürgermeister Delbrück für den Höhepunkt des Festes. Um der Freude der Stadt über die Benennung des Regiments mit deren Namen Ausdruck zu verleihen, stellte er ihm ein Zeichen der Erinnerung in Aussicht. Im Rathaus hänge ein Gemälde Röchlings, das einen bedeutenden Moment der Stadtgeschichte zeige. Eine Nachbildung dessen werde sie dem Regiment schenken. Diese wurde vom Historienmaler Richard Knötel angefertigt, am Kaisergeburtstag 1903 übergeben und am 1. Februar in den Räumlichkeiten des Offizierkasino feierlich enthüllt.
Zur Enthüllung des von der Provinz Westpreußen zum Andenken an Kaiser Wilhelm I. gesetzten Denkmals traf der Kaiser am 21. September 1903 mit dem Hofzug in Danzig ein. Die Ehrenkompanie war zum offiziellen Empfang am Bahnhof angetreten, der Rest stand Spalier zum Denkmalsplatz.
Anno 1904 wurde am 8. Mai das Kriegerdenkmal am Holzmarkt, zur Erinnerung an die in den letzten drei Kriegen gefallenen Danziger eingeweiht. Es wurde mit Beträgen der Danziger Kriegervereine erbaut. Erstmals war unter diesen auch der „Danziger Verein alter 128er“, der zum Teil Mitbegründer des Regimentes aufwies, vertreten.
Am 28. August hatten die 128er zur in Berlin stattfindenden Fahnenweihe der Kriegsformationen eine Abordnung für die Fahnen des ehemaligen Landwehr-Bataillons „Danzig“ zu stellen. Das Regiment war kurz darauf, am 6. Oktober, bei der Eröffnung der Technischen Hochschule durch den Kaiser angetreten.
Seit 1897 feierte das Offizierskorps am 12. März seine innige Freundschaft zum II. Bataillon des 21. Infanterie-Regiments der Bayerischen Armee.

#### Kaisermanöver
Das jährliche Kaisermanöver fand 1887 im Raum Königsberg statt und das Regiment nahm zum ersten Male daran teil. Angesichts der 700-Jahr-Feier Danzigs fand im September 1894 das Manöver des XVII. Armee-Korps in Elbing statt. Die 71. Infanterie-Brigade wurde 1900 zum Kaisermanöver zwischen dem Gardekorps und dem II. Armee-Korps im Kreis Bütow und Stettin eingesetzt. 1901 fand das Kaisermanöver im Herbst bei strömendem Regen im Raum bei Danzig statt. Beteiligt waren das I. und das XVII. Armee-Korps.

#### Preisschießen
Um die Qualität des Schießens zu steigern, wurde ein jährliches Preisschießen für Offiziere und Unteroffiziere des Korps festgelegt. Der treffsicherste Offizier erhielt einen mit dem Namenszug Se. Majestät versehenen Degen, der beste Unteroffizier bekam eine goldene Uhr.
Unter Oberst Schmidt wurde das Schießtraining dann intensiviert.
Ab 1890 erhielten der beste Schütze der am besten schießenden Kompanie des Korps ein Kaiserabzeichen. Der Kompaniechef wurde mit einem silbernen Schild ausgezeichnet und das Offizierkasino des Regiments erhielt eine Kaiserbüste als bleibendes Erinnerungszeichen.
Dennoch ließ die Begeisterung nach und so fiel das Einzelprüfungsschießen 1898 aus. Mit A.K.O. wurde es, als nicht mehr zeitgemäß, ganz abgeschafft und durch das Vergleichsschießen ersetzt. Zudem wurde das Gefechtsschießen des Regiments erstmals in der Gruppe abgehalten.
Im 200. Jahr der preußischen Monarchie trugen die einstigen Bemühungen des Kommandeurs erstmals Früchte. Die 6. Kompanie, die bereits als die beste der Brigade galt, gewann 1901 erstmals das Korpsschießen. Die verliehene bronzene Kaiserbüste ruhte seitdem auf einem eichenen Postament im Offizierskasino.

#### Schiffstaufen unter Beteiligung des Regiments

##### Kaiserliche Werft
Zur Taufe der Cormoran am 17. Mai 1892 auf der Kaiserlichen Werft begrüßte das Regiment erstmals den neuen, auf der Hohenzollern angereisten Kaiser in der Garnison. Die Ersatz Alexandrine (Baubezeichnung vor der Taufe) wurde von Oberbürgermeister Ehlers am 23. September 1905 auf den Namen der Stadt, Danzig, getauft. Hierzu war die Ehrenkompanie des Regiments an der Steuerbordseite angetreten.

##### Schichau-Werft
Auf der Schiffswerft von Schichau lief am 31. Mai 1893 im Beisein des Kaisers und des Regiments Gefion vom Stapel. Als der Kaiser am 5. Oktober 1897 Kaiser Friedrich III. auf der Schichauwerft taufte, waren Teile des Regiments anwesend und bildeten auch das Spalier, als er zum Bahnhof zurückfuhr. In Gegenwart des Kaisers und des Prinzen Heinrich wurde am 27. Mai 1904 das Linienschiff Lothringen vom Stapel gelassen. Wie im Vorjahr, bei der Einweihung des Kaiser-Wilhelm-Denkmals stellten die 128er die Ehrenkompanie und bildeten das Spalier zum Bahnhof.

### Boxeraufstand

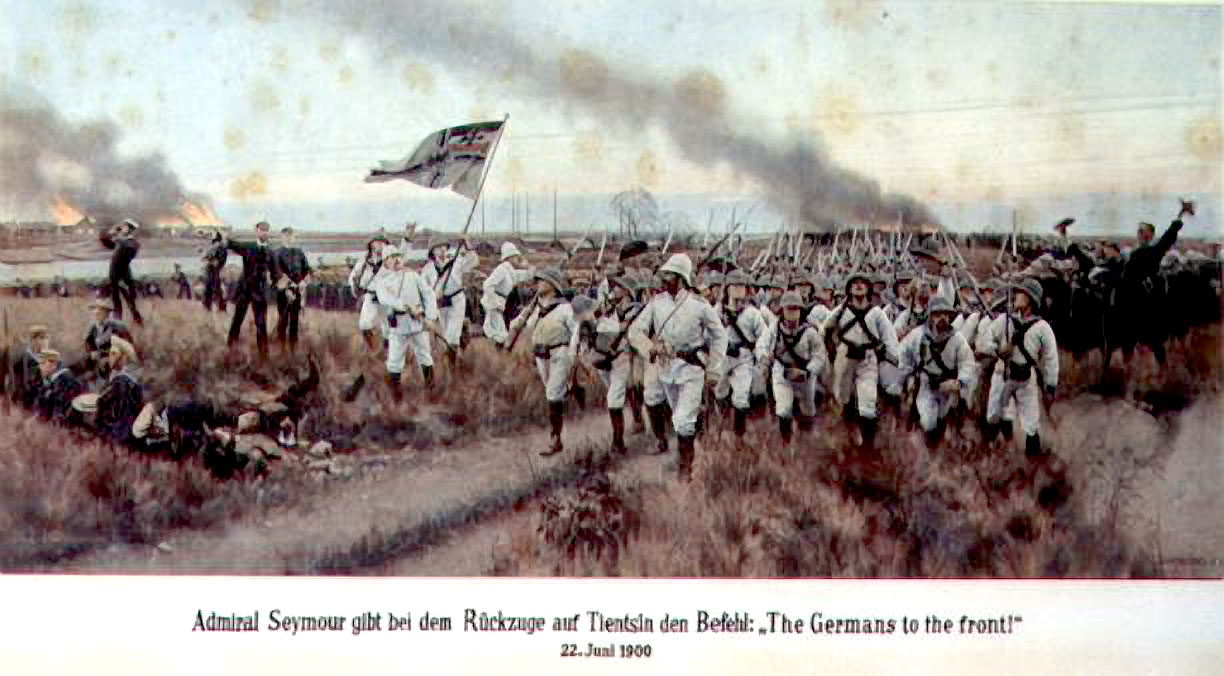
Deutsche Truppen auf zeitgenössischer Postkarte

1897 hatte Deutschland in China das Gebiet Kiautschou durch Pacht erworben. Der Boxeraufstand bedrohte ab 1900 deutsche Interessen. Durch die Ermordung des deutschen Gesandten in Peking, Clemens von Ketteler, wurde am 9. Juli durch A. K. O. die Bildung eines Expeditionskorps befohlen. Dieses wurde bereits am 27. Juli in Bremerhaven eingeschifft.
Danzig war als Sitz des Generalkommandos und Formierungsort für die im Bereich des XVII. und I. Armee-Korps aufzustellenden Teile bestimmt worden. Es wurde befohlen, den Stab des II. Bataillons des 1. Ostasiatischen Infanterie-Regiments sowie deren 5. und 6. Kompanie abzustellen. Sie traten am 16. Juli auf dem Hof der Kaserne Herrengarten zusammen und verließ am 27. mit dem Dampfer Batavia Bremerhaven.
Mitte August war vom Regiment die 9. Kompagnie des 5. Ostasiatischen Infanterie-Regiments zu bilden. Diese fuhr am 21. August ins Lockstedter Lager und verließ am 31. an Bord der Pallatia Bremerhaven.
Von den nach China abkommandierten (acht Offiziere, acht Unteroffiziere, 47 Mannschaften) kam niemand durch Kampfhandlungen ums Leben. Dekoriert mit der China-Denkmünze kehrten fast alle Soldaten im Herbst 1901 zum Regiment zurück.

### Herero-Aufstand

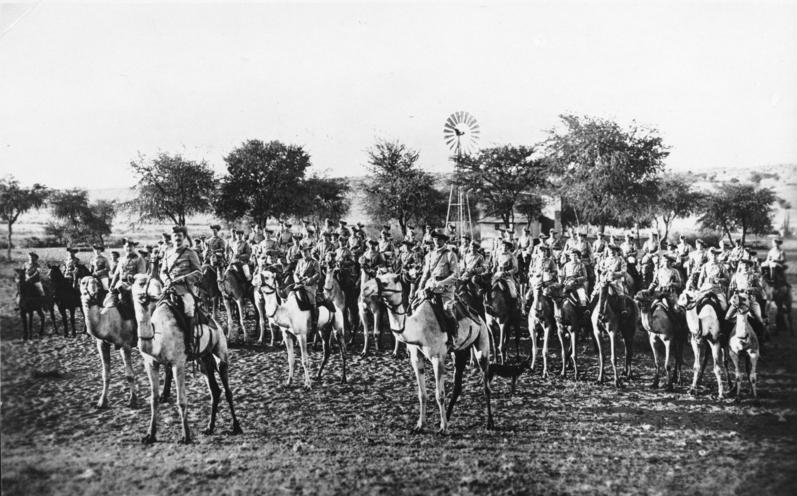
Kamelreiterkompanie der deutschen Schutztruppe während des Herero-Aufstands, 1904

Mitte Januar 1904 drangen die ersten Nachrichten vom Aufstand der Herero nach Deutschland. Die Herero in Südwestafrika lehnten sich gegen die deutsche Kolonialherrschaft auf. Im Jahr darauf schlossen sich ihnen die Nama (Hottentotten) an. Generalleutnant Lothar von Trotha, der Militärbefehlshaber von Deutsch-Südwestafrika, unterdrückte den Aufstand mit äußerster Brutalität und schlug ihn Anfang 1907 nieder. Bereits am 17. Januar erging der Befehl zur Mobilmachung eines Marine-Expeditionskorps, das am 21. seine Fahrt nach Swakopmund antrat.
Die Lage verlangte eine deutliche Verstärkung der Schutztruppen aus den Reihen der Armee. Wie beim Boxeraufstand gab es eine Vielzahl von Freiwilligen des Regiments. Von diesen wurden 32 bis 1906 nach Deutsch-Südwestafrika entsandt, von denen in den ersten zwei Jahren sechs fielen.

### Erster Weltkrieg
Während des gesamten Krieges und danach bis zum 20. Dezember 1918 war das Regiment der 71. Infanterie-Brigade unterstellt.

### Verbleib
Nach Kriegsende wurde das Regiment ab 16. Dezember 1918 in Danzig demobilisiert. Aus Teilen begann man im Frühjahr 1919 mit der Aufstellung des Freiwilligen-Infanterie-Regiments 128 mit drei Bataillonen sowie einer MG- und MW-Kompanie. Weitere Teile gingen zum Bahnüberwachungs-Kommando der 36. Division über.
Im Juni 1919 ging der Stab und das II. Bataillon in das neu gebildete Reichswehr-Infanterie-Regiment 34 der Vorläufigen Reichswehr auf. Die bisherige MG-Kompanie wurde die 3. MG-Kompanie des neuen Regiments.
Die Tradition übernahm in der Reichswehr durch Erlass des Chefs der Heeresleitung, General der Infanterie Hans von Seeckt, vom 24. August 1921 die 16. Kompanie des 4. (Preußisches) Infanterie-Regiments in Neustettin.

## Organisation

### Unterstellungen
| I.                                                                                                  | II.                                                                                                  | III.                                                                   |
| --------------------------------------------------------------------------------------------------- | --- | ---------------------------------------------------------------------- |
| ab 1. April 1881 I. Armee-Korps in Königsberg 2. Division in Danzig 4. Infanterie-Brigade in Danzig | ab 1. April 1890 XVII. Armee-Korps in Danzig 36. Division in Danzig 71. Infanterie-Brigade in Danzig | ab 25. März 1918 XVII. Armee-Korps 36. Division 71. Infanterie-Brigade |

### Garnisonen

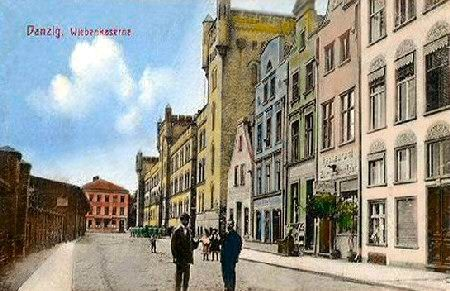
Wiebenkaserne
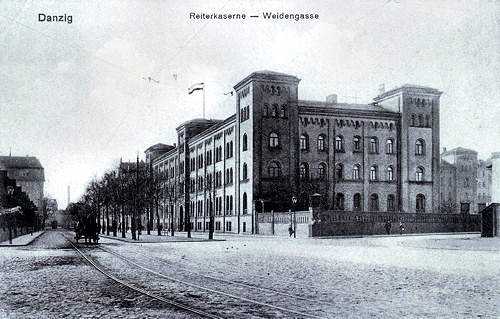
Reiterkaserne
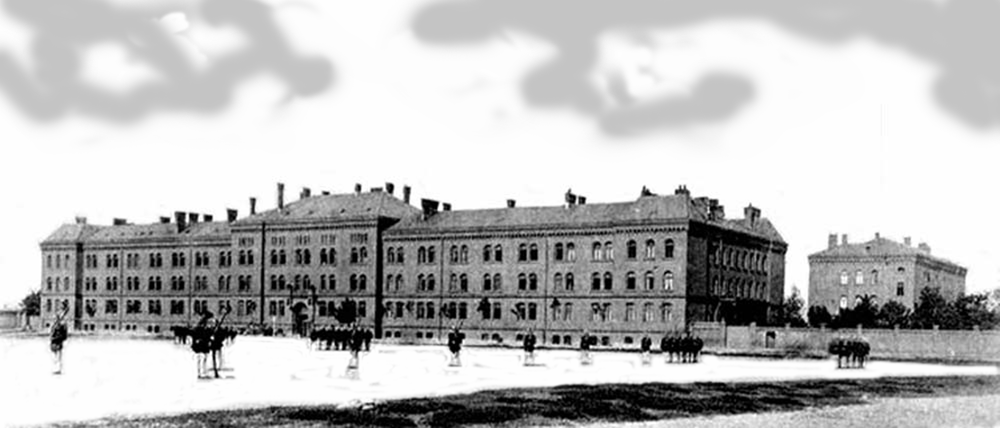
Kaserne Neufahrwasser
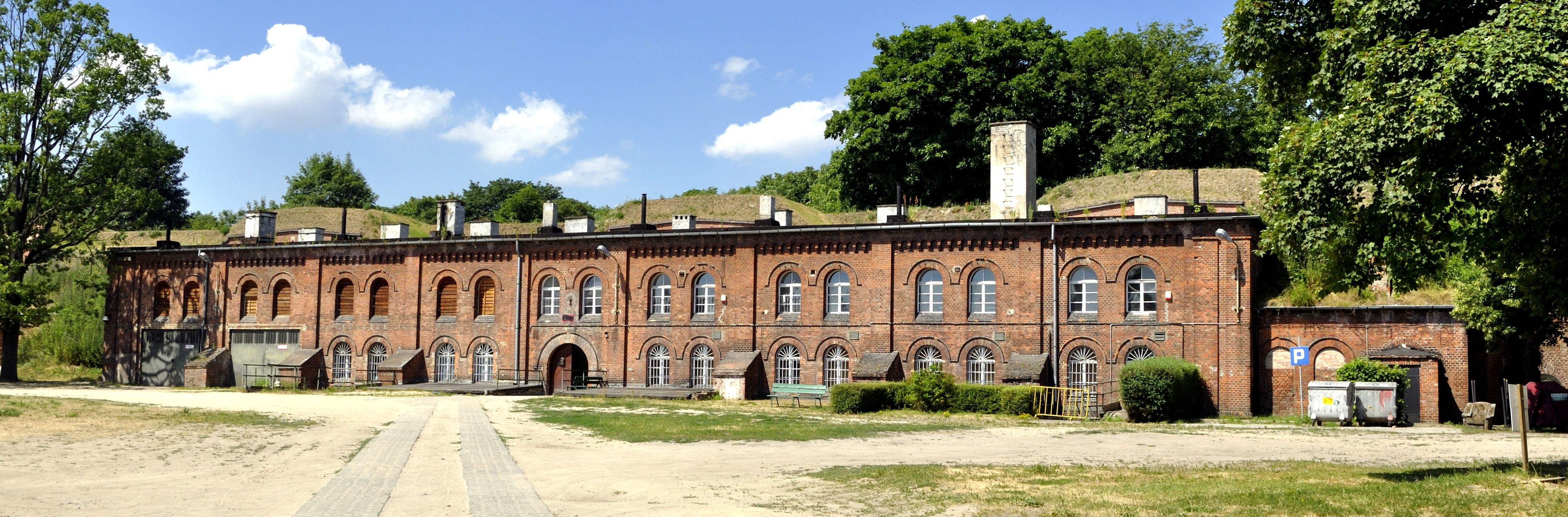
Kasernenschutzräume auf dem Hagelsberg
Offizierskasino

- 1881 Danzig
  - Wiebenkaserne (I. Bataillon)
  - Reiterkaserne (II. Bataillon, Füsilier-Bataillon)
- 1889 Danzig
  - Kaserne in der Langgarter Hintergasse (I. Bataillon)
  - Reiterkaserne (II. Bataillon und III. Bataillon)
- 1890 Danzig

- Kaserne Herrengarten (I. Bataillon)
- Reiterkaserne (III. Bataillon)

- Neufahrwasser

- Kaserne Neufahrwasser (II. Bataillon)

- 1893 Danzig

- Kaserne Herrengarten (I. Bataillon)
- Reiterkaserne (III. und IV. Bataillon)

- Neufahrwasser

- Kaserne am Neufahrwasser (II. Bataillon)

- 1897 Danzig

- Kaserne Herrengarten (I. Bataillon)
- II. Bataillon
  - Reiterkaserne (5. Kompanie)
  - Hagelsberg (6. Kompanie)
  - Wiebenkaserne (7. Kompanie)
  - Wellblechbaracken am Wiebenplatz (8. Kompanie)

- Reiterkaserne (III. Bataillon)

- 1901 Danzig

- Kaserne Herrengarten (I. Bataillon)
- II. Bataillon
  - Reiterkaserne (5. Kompanie)
  - Hagelsberg (6. Kompanie)
  - Wiebenkaserne (7. Kompanie)
  - Wellblechbaracken am Wiebenplatz (8. Kompanie)

- Reiterkaserne (III. Bataillon)

- Neufahrwasser

- Kaserne Neufahrwasser (III. Bataillon)

### Kommandeure
| Dienstgrad     | Name                           | Datum                                |
| -------------- | ------------------------------ | ------------------------------------ |
| Oberstleutnant | Oswald von Kczewski            | 22. März 1881 bis 4. Februar 1887    |
| Oberst         | Heinrich Rhein                 | 05. Februar 1887 bis 13. Juni 1888   |
| Oberstleutnant | Philipp Schmidt                | 14. Juni 1888 bis 17. November 1890  |
| Oberst         | Louis von Heydebreck           | 18. November 1890 bis 13. Mai 1894   |
| Oberstleutnant | Adolf von der Planitz          | 14. Mai 1894 bis 19. Mai 1896        |
| Oberst         | Richard Richter                | 20. Mai 1896 bis 14. Juni 1899       |
| Oberstleutnant | August Eschenburg              | 15. Juni 1899 bis 17. Juli 1902      |
| Oberst         | Richard Voigt                  | 18. Juli 1902 bis 12. September 1906 |
| Oberst         | Bruno von Wühlisch             | 13. September 1906 bis 4. April 1910 |
| Oberst         | Walter Goltz                   | 05. April 1910 bis 18. Dezember 1911 |
| Oberst         | Georg Miesitschek von Wischkau | 19. Dezember 1911 bis 17. April 1913 |
| Oberst         | Edwin von Treschow             | 18. April 1913 bis 15. Dezember 1914 |
| Oberst         | Franz von Netzer               | 16. Dezember 1914 bis 4. August 1918 |
| Oberstleutnant | Franz Appuhn                   | 05. August 1918 bis 1. Januar 1919   |
| Oberstleutnant | Eberhard von Loeben            | 02. Januar 1919 bis Auflösung        |

## Bewaffnung und Ausrüstung

### Hauptbewaffnung
Das Regiment war ursprünglich mit dem Gewehr 71 und dem Seitengewehr 71 ausgestattet. Ende 1885 erfolgte die Neubewaffnung mit dem Mehrlader Modell 71/84. Anstelle des Einsteckdegens mit Lederscheide trugen Offiziere der Infanterie ab dem 22. März 1889, dem Geburtstag von Kaiser Wilhelm I., einen Offiziersdegen mit Stahlscheide und Lederkoppel mit Tressenbesatz, an dem fortan das Kavallerie-Portepee getragen wurde. Im Sommer 1890 wurde das Regiment mit dem Gewehr 88 ausgerüstet.
Zur Beurteilung des Einzelprüfungsschießens wurden erstmals graue Ringscheiben mit aufgeklebten Kopfscheiben verwendet. Ab 1906 wurde das Regiment mit dem Gewehr 98 ausgerüstet.

### Uniform
Die Dienststellung des für die Bekleidungswirtschaft zuständigen Stellvertreters des Regimentskommandeurs wurde ab November 1883 als etatmäßiger Stabsoffizier bezeichnet.
Als Bestandteil der Preußischen Armee trug es die entsprechende Infanterie-Uniform. Die Schulterklappen waren rot mit gelber Nummer (128), die Patten rot mit hellblauer Paspel. Die Knöpfe, an denen die Schulterklappen befestigt waren, bestanden aus Tombak und trugen die Nummer der betreffenden Kompanie. Die Bataillone I. und II. hatten vorerst weißes, das Füsilierbataillon schwarzes Lederzeug.
Die besten Schützenkompanien des Armee-Korps trugen ab 1895 Ärmelabzeichen.
Per A.K.O. wurde 1897 angeordnet, dass das Regiment Achselklappen in der für das XVII. Armee-Korps bestimmten Farbe Zitronengelb auf dem Waffenrock und gelbe Vorstöße an den Schulterklappen des Mantels anzulegen hatte. Auf den Helmüberzügen war die Regimentsnummer zu tragen.
Anlässlich des 100. Geburtstages von Kaiser Wilhelm I. verfügte Wilhelm II., dass das Heer zusätzlich zur Landeskokarde die Reichskokarde zu tragen habe.

### Veränderungen in den Bekleidungs- und Ausrüstungsvorschriften

#### Offiziere
- 1889
  - Die Berittenen hatten beim Dienst zu Pferde hohe Stiefel zu tragen
  - Da Epauletten nur noch zu Parade- und Gesellschaftszwecken getragen werden durften, wurden veränderte Achselstücke eingeführt
  - Das Tragen von Sporen wurde für Hauptleute zur Pflicht
  - Die Pferdeunterlegedecke wurde vereinfacht und hatte keine Goldtresse mehr
  - Der bisherige weiße wurde durch einen schilffarbenen Helmüberzug ersetzt
- 1893
  - Der bisherige graue Paletot wurde durch einen schwarzen ersetzt
  - Dem Chef der Kompanie mit dem besten Schießergebnis wurde eine Büste Se. Majestät (damalige Ausdrucksweise für Seine Majestät) verliehen
- 1894
  - Der Chef der besten Schützenkompanie wurde mit einer Fangschnur dekoriert
- 1895
  - Für den „kleinen Dienst“ wurde eine Litewka aus blauem Stoff eingeführt
- 1896
  - Zum Dienstanzug wurde die Feldbinde vorgeschrieben
  - Die Schärpe wurde nur noch zu Paraden angelegt
  - Berittene wurden mit einem Portepee mit Lederriemen und einem Mantelsack ausgestattet
- 1899
  - Das Offiziersgepäck wurde auf ein vorgeschriebenes Maß beschränkt
  - Es wurde ein grauer Umhang eingeführt
  - Zum Manöver waren fortan rotbraune Handschuhe vorgeschrieben

#### Fahnenträger
- 1898
  - Die Fahnenträger erhielten ein entsprechendes Abzeichen am linken Ärmel,
  - sowie ein halblanges Seitengewehr neuen Musters mit dem Griff eines Offiziersdegens[10]
  - Für den „Dienst mit Helm“ war ein Ringkragen aus Messing anzulegen

#### Sanitätsoffiziere
- 1896 – das Tragen einer Feldbinde zum Dienstanzug wurde vorgeschrieben
- 13. Februar 1913 – per A.K.O. vom gleichen Tage trugen die Sanitätsmannschaften die Uniform ihres Truppenteils auf dessen rechten Oberarm ein Äskulapstab aus gelbem Stoff den als Erkennungsmerkmal war

#### Mannschaften
- Ab 1888 erhielt dann das ganze Regiment schwarzes Lederzeug. Im Sommer wurde die persönliche Ausrüstung nach dem Modell 87 durchgeführt. Danach wurde jetzt zusätzlich zu den zwei vorderen noch eine hintere Patronentasche getragen und an die Stelle des kurzschäftigen Stiefels trat der Schnürschuh.
- 1889
  - Für herausragende Schießleistungen wurde der betreffende Soldat mit einer aus einer silbernen Tresse mit schwarzen Streifen versehenen Schützenschnur ausgezeichnet
- 1891
  - Für den „kleinen Dienst“ wurde das Tragen einer Litewka aus blauem Stoff eingeführt
- 1893 Ab diesem Jahr (bis 1995) wurden Feldflaschen, Trinkbecher und Kochgeschirre aus Aluminium eingeführt. Des Weiteren wurde die Ausrüstung um eine tragbare Zeltausrüstung erweitert.
  - Die Schützenschnur bestand fortan aus einer geflochtenen, silbernen Schnur.
  - Die Kompanie mit den besten Schießergebnissen durfte fortan auf dem linken Ärmel ein besonderes Abzeichen tragen
- 1894
  - Einführung des Grauen Mantels
- 1895
  - Die Truppe erhielt ein neues Tornistermodell
  - Fortfall der hinteren Patronentasche
  - Der Brotbeutel wurde fortan nur noch am Leibriemen getragen[11]
  - Der Stehkragen am Waffenrock wurde weiter und niedriger gestaltet

#### Musikkorps
- 1898
  - Die Bekleidung der Stabshoboisten wurde, zur besseren Hervorhebung, aus feinerem Tuch als die Waffenröcke gefertigt
  - Die Schulterstücken bestanden jetzt aus Kantschnur
  - Die Tuchunterlagen (der Schulterstücke) waren in den Farben des Truppenteils zu versehen
  - Es wurde eine Leibbinde nach Art der Offiziers-Feldbinden angelegt

Ab den Herbstübungen 1899 traten neue Bestimmungen über das Manöverfuhrwesen in Kraft. Das Mitführen von Privatzelten wurde untersagt.

### Fahne

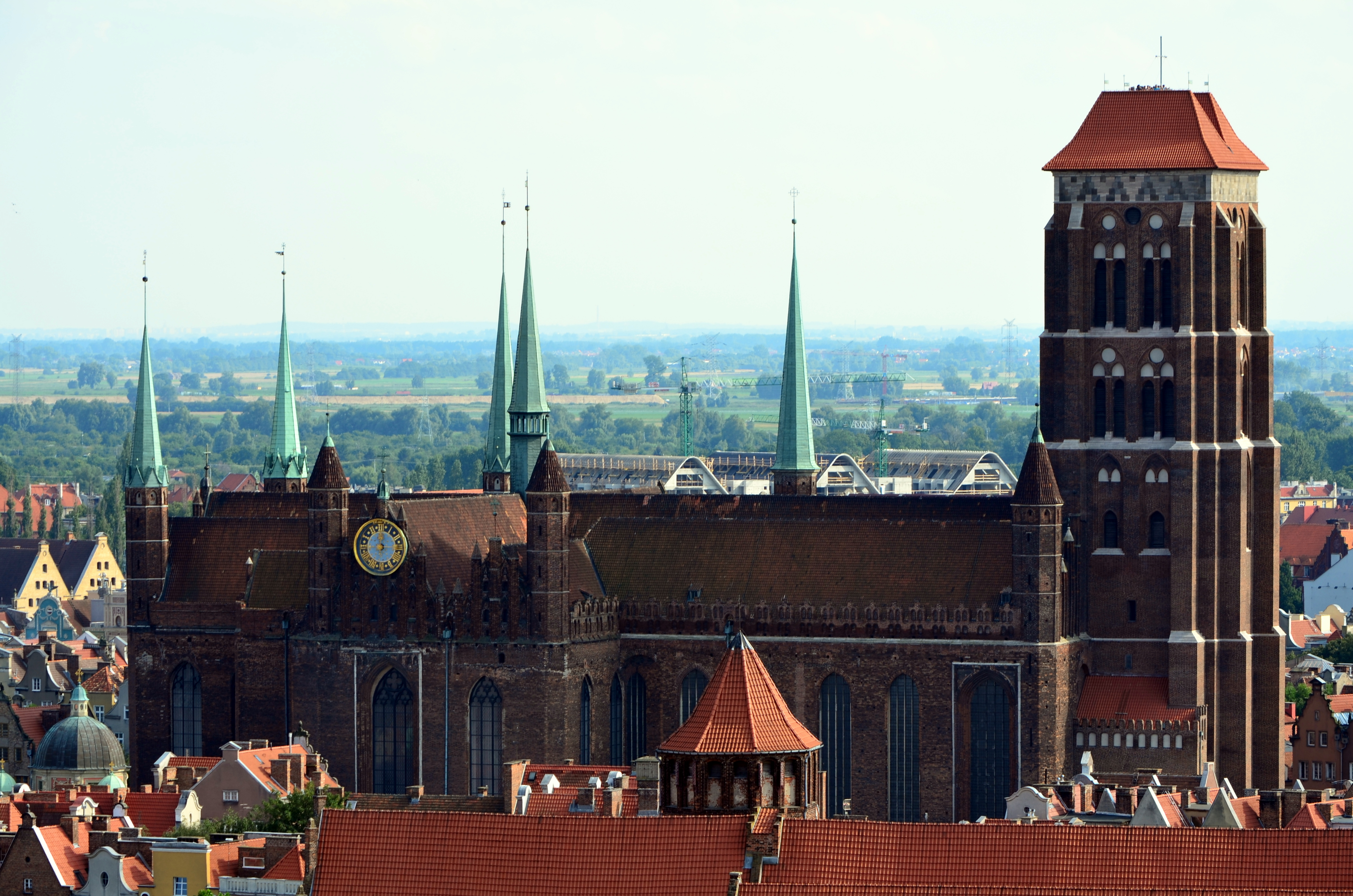
Die Garnisonskirche des IR 128

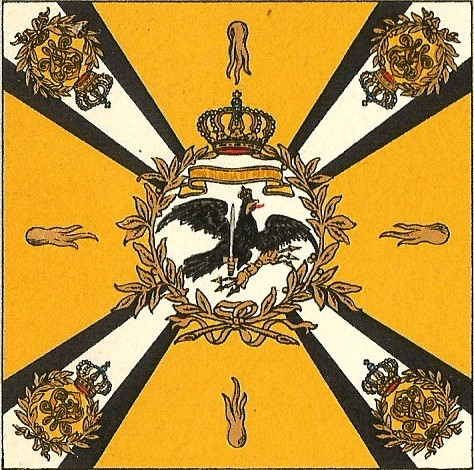
Regimentsfahne

Durch A.K.O. vom 13. Mai 1882 erhielt das Regiment seine Fahnen. Deren Nagelung fand am 27. Mai im Marmorsaal des Neuen Palais statt. Den ersten Nagel schlug Kaiser Wilhelm I. ein. Ihm folgten Fürst Bismarck, Graf Moltke, die anwesenden Generäle und schließlich der Regimentskommandeur.
Am 1. Juni, um 12 Uhr mittags, wurden die neuen Feldzeichen den Bataillonen auf dem Wiebenplatz in Anwesenheit des Offizierskorps übergeben und erstmals entfaltet.
Zum Gottesdienst standen von nun an die Fahnen am Altar der Garnisonskirche, der Marienkirche.
Per A.K.O. vom 18. August 1894 wurde allen 1893 gegründete Bataillonen (insgesamt 132) eine Fahne verliehen. Diese wurden am 17. Oktober in der Ruhmeshalle des Zeughauses Berlin genagelt und am Tag darauf, dem Tag des Gedenktag der Völkerschlacht bei Leipzig, vor dem Denkmal Friedrichs des Großen vom Hofprediger Frommel geweiht.
Im Gegensatz zu dem Schwarz der drei anderen Bataillonsfahnen war die Grundfarbe der des IV. Bataillons ein leuchtendes Purpurrot. Nach der Umorganisation des Heeres und dem damit verbundenen Wegfall des IV. Bataillons wurde sie bei Paraden vom I. Bataillon geführt.
Zu Beginn des neuen Jahrhunderts wurden im Jahre 1900 den Fahnen der preußischen Regimenter silberne Erinnerungsspangen und Fahnenbänder verliehen.
Zur Kaiserparade des Jahres 1901 erhielt das Regiment neue Fahnentücher.
Noch während des Ersten Weltkrieges wurden die Fahnen ins Zeughaus nach Berlin überführt.

## Sonstiges

### Vereine
- Verein ehemaliger 128er Danzig

### Denkmale
Am 27. August 1893 verlor das Regiment seinen ersten Angehörigen im Kampf. Der Reiter Sakolowski war Soldat der 11. Kompanie, der sich freiwillig zur Schutztruppe Deutsch-Südwestafrikas gemeldet hatte. Er fiel beim Kampf gegen den Häuptling Moses Witbooi bei der Erstürmung Rauklufts. Seine Danziger Kompanie stiftete eine Ehrentafel, die im Kompaniegebäude aufgehängt wurde. Als weiteres Denkmal wurde am 7. April 1906 im Kasernenhof Herrengarten, ein von den Vereinen ehemaliger 128er aus Danzig und Berlin gestifteter Gedenkstein übergeben.

### Kaserne in Neufahrwasser
- 1922–1939 Zivile Nutzung, im Eigentum des polnischen Staats
- 1939–1940 Zivilgefangenenlager Neufahrwasser
- derzeit: Hauptquartier der Morski Oddział Straży Granicznej (Küstenwache) der Straż Graniczna (polnischer Grenzschutz).